# Stefan Jaczewski
Stefan Jaczewski (ur. 26 czerwca 1936 w Warszawie; zm. 8 września 2001 we Wrocławiu) – polski zootechnik, specjalizujący się w hodowli i reprodukcji zwierząt; nauczyciel akademicki związany z Akademią Rolniczą we Wrocławiu.

## Życiorys
Urodził się w 1936 roku w Warszawie, gdzie spędził swoje dzieciństwo i wczesną młodość. Szkołę podstawową ukończył w Radości, a liceum ogólnokształcące w Aninie w 1956 roku. W latach 1956–1960 pracował w Kancelarii Rady Państwa. W 1960 roku rozpoczął studia na Wydziale Zootechnicznym w Wyższej Szkole Rolniczej we Wrocławiu, które ukończył w 1965 roku, uzyskując tytuł zawodowy magistra inżyniera zootechniki.
Bezpośrednio po ukończeniu studiów rozpoczął pracę w Katedrze Genetyki i Ogólnej Hodowli Zwierząt swojej macierzystej uczelni na etacie asystenta-stażysty, a następnie pracował na stanowiskach: asystenta (1966–1967), starszego asystenta (1967–1970), adiunkta (1971–1980), docenta (1980–1990), profesora nadzwyczajnego (1990–1992). W 1992 roku po długotrwałej chorobie przeszedł na rentę inwalidzką.
Stopień naukowy doktora nauk rolniczych otrzymał w 1970 roku na Wydziale Zootechnicznym Wyższej Szkoły Rolniczej we Wrocławiu na podstawie rozprawy ot. Próba testowania zdolności zapładniającej nasienia buhajów na podstawie oporu właściwego ejakulatu mierzonego metodą czteroelektrodową, zaś stopień doktora habilitowanego nauk rolniczych w 1978 roku na podstawie rozprawy nt. Wskaźniki rozrzedzenia nasienia buhajów opracowane na podstawie pomiarów oporności elektrycznej ejakulatów. Tytuł naukowy profesora otrzymał w 1991 roku z rąk prezydenta Polski Lecha Wałęsy. Odbył staże naukowe we Włoszech, Czechosłowacji, Związku Radzieckim, na Węgrzech i w Jugosławii.
Na Akademii Rolniczej we Wrocławiu sprawował wiele ważnych funkcji organizacyjnych. Od 1988 do 1990 był prodziekanem, a w latach 1990-1992 dziekanem Wydziału Zootechnicznego, członkiem Senatu Akademii Rolniczej we Wrocławiu (1990–1992) i licznych komisji senackich i rektorskich, opiekun studenckich praktyk zagranicznych (1974–1976), opiekunem Studenckiego Koła Hodowców Zwierząt (1974–1979), pełnomocnikiem rektora ds. studenckiego ruchu naukowego (1979–1982), przewodniczącym Okręgowego Komitetu Organizacyjnego Olimpiady Wiedzy i Umiejętności Rolniczych (1985–1991), członkiem Komitetu Organizacyjnego XXV Światowego Kongresu IAAS, przewodniczącym Sekcji Ochrony Środowiska Stowarzyszenia Inżynierów i Techników Rolnictwa (1981–1983). Zmarł w 2001 roku we Wrocławiu.

## Dorobek naukowy
Stefan Jaczewski jest autorem skryptu Rozród i sztuczne unasienianie zwierząt gospodarskich oraz 6 innych dzieł zwartych, 80 publikacji, w tym 41 oryginalnych prac twórczych oraz 7 ekspertyz i 1 patentu. Wyniki jego prac prezentowano na 20 międzynarodowych i ogólnopolskich konferencjach naukowych.
Został odznaczony Złotym Krzyżem Zasługi, Złotą Odznaką ZSP, Srebrną Odznaką Zasłużony dla Miasta Wrocławia i Województwa Wrocławskiego, Odznaką "Zasłużonemu Opolszczyźnie" i Odznaką Zasłużony dla Akademii Rolniczej we Wrocławiu. Wyróżniono go jedną nagrodą Ministra Nauki, Szkolnictwa Wyższego i Techniki oraz 18 nagrodami rektora.